# عملية سبارك (1973)

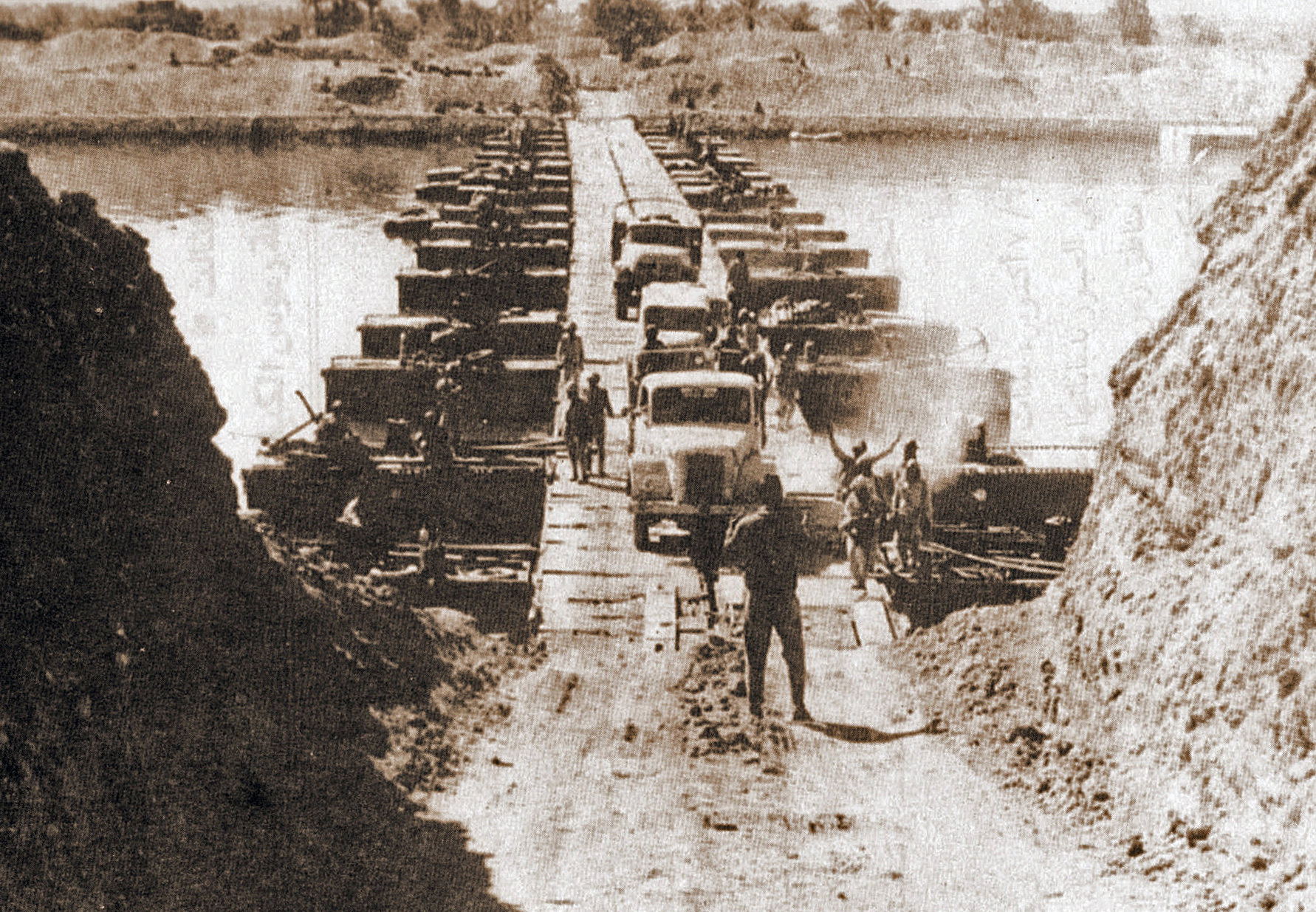

كانت عملية سبارك عملية خداع نفذتها سوريا ومصر، وكانت تهدف إلى خداع إسرائيل ومنعها من تنفيذ نيتها في غزو مرتفعات الجولان وشبه جزيرة سيناء على الترتيب، في عام 1973. وقد نجحت العملية بسبب عدم تمكن الاستخبارات الإسرائيلية من إصدار تنبيه على المستوى الوطني أن الحرب باتت وشيكة وينبغي المضي قدمًا في عملية التعبئة بخطى حثيثة؛ حيث أن تحذير 48 ساعة فائدة لإسرائيل في الحروب السابقة، وأبرزها حرب 1967.
ولكن عددًا من الضباط الإسرائيليين بمن فيهم الجنرال دافيد إلعازار، قد توصلوا لحقيقة أن السوريين والمصريين يقومون بتعبئة قواتهم وراء خطوط وقف إطلاق النار، والتحضير لعمليات هجومية. والأهم من ذلك أن حقيقة أنه قد تم إنقاذ مرتفعات الجولان من الغزو السوري كانت بسبب حضور اللواء السابع المدرع إلى المنطقة، حتى وإن كان ذلك تجاهلاً صارخًا للتوجيهات الحالية للقيادة العليا الإسرائيلية.
ومع ذلك عندما بدأت الحرب من الواضح أن إسرائيل ككل قد فوجئت. ولذلك كانت عملية سبارك عملية ناجحة، وكانت بمثابة بشائر النجاح الأولى لسوريا ومصر في حرب أكتوبر. ولكن كما قيل فإن مبادرة بعض الضباط الإسرائيليين كانت تعني إجراء بعض التحضيرات في محاولة لمقاومة التقدم العربي.

## وصلات خارجية
- Jordan, Maj Michael C., USMC (1997). "The 1973 Arab-Israeli War: Arab Policies, Strategies, and Campaigns". globalsecurity.org. مؤرشف من الأصل في 2019-06-11. اطلع عليه بتاريخ 2008-01-19.{{استشهاد ويب}}:  صيانة الاستشهاد: أسماء متعددة: قائمة المؤلفين (link)